# وايلي روتليدج
وايلي بلونت روتليدج الابن (20 يوليو 1894-10 سبتمبر 1949) هو رجل قانون أمريكي عمل قاضيًا مشاركًا في المحكمة العليا للولايات المتحدة من عام 1943 إلى عام 1949. كان روتليدج القاضي التاسع والأخير الذي عينه الرئيس فرانكلين د. روزفلت، اشتهر بدفاعه الحماسي عن الحريات المدنية. فضل روتليدج تفسيرات واسعة للتعديل الأول، وشرط الإجراءات القانونية، وشرط الحماية المتساوية، وجادل بأن شرعة الحقوق تنطبق في مجملها على الولايات. شارك في عدة قضايا جديرة بالملاحظة تتعلق بتقاطع الحريات الفردية مع سلطات الحكومة في زمن الحرب. شغل روتليدج منصبه في المحكمة حتى وفاته في سن الخامسة والخمسين. يثمّن علماء القانون عمومًا بشكل كبير هذا القاضي، على الرغم من أن قصر مدة ولايته قد قلل من تأثيره على التاريخ.
ولد راتليدج في كلوفيربورت بولاية كنتاكي، وارتاد العديد من الكليات والجامعات، وتخرج بدرجة البكالوريوس في القانون عام 1922. ومارس القانون لفترة وجيزة في بولدر، كولورادو، قبل قبوله لمنصب في هيئة التدريس في كلية الحقوق بجامعة كولورادو. كما درّس روتليدج القانون في كلية الحقوق بجامعة واشنطن في سانت لويس بولاية ميزوري، حيث أصبح عميدًا لها. شغل لاحقًا منصب عميد كلية الحقوق بجامعة أيوا. كأكاديمي، عارض صراحة قرارات المحكمة العليا بإلغاء أجزاء من الصفقة الجديدة وجادل لصالح محاولة الرئيس روزفلت الفاشلة لتوسيع المحكمة. جذب دعم روتليدج لسياسات روزفلت انتباه الرئيس إليه: فقد اعتُبر مرشحًا محتملًا للمحكمة العليا وعُيّن في محكمة الاستئناف الأمريكية لمقاطعة كولومبيا، حيث طور سجلًا كمؤيد للحريات الفردية والصفقة الجديدة. عندما استقال القاضي جيمس ف. بيرنز من المحكمة العليا، رشح روزفلت روتليدج ليحل محله. وافق مجلس الشيوخ بأغلبية ساحقة روتليدج عن طريق التصويت، وأدى اليمين الدستورية في 15 فبراير 1943.
ركز فقه روتليدج بشدة على حماية الحريات المدنية. في قضية إيفرسون ضد مجلس التعليم (1947)، صاغ معارضة مؤثرة لدعم الفصل بين الكنيسة والدولة. وقف إلى جانب شهود يهوه في محاولة لاستدعاء التعديل الأول في قضايا مثل مجلس التعليم بولاية وست فرجينيا ضد بارنيت (1943) ومردوك ضد بنسلفانيا (1943)؛ أيد رأي الأغلبية في قضية توماس ضد كولينز (1945) من أجل تفسير واسع لبند حرية التعبير. في معارضة شهيرة في قضية زمن الحرب ياماشيتا (1946)، صوت روتليدج لإبطال إدانة الجنرال الياباني تومويوكي ياماشيتا بارتكاب جرائم حرب، وأدان بشروط قوية محاكمة انتهكت، في رأيه، المبادئ الأساسية للعدالة المنصوص عليه في الدستور. على النقيض من ذلك، انضم إلى الأغلبية في قضيتين -هيراباياشي ضد الولايات المتحدة (1943) وكوريماتسو ضد الولايات المتحدة (1944)- اللتين أيدتا قرار إدارة روزفلت بتدريب عشرات الآلاف من الأمريكيين اليابانيين خلال الحرب العالمية الثانية. في حالات أخرى، أيد روتليدج بشدة حقوق الإجراءات القانونية الواجبة في القضايا الجنائية، وعارض التمييز ضد المرأة والأقليات العرقية والفقراء.
كان روتليدج من بين القضاة الأكثر ليبرالية الذين خدموا في المحكمة العليا على الإطلاق. وفضل اتباع نهج مرن وعملي للقانون يعطي الأولوية لحقوق الأفراد. في المحكمة، كانت وجهات نظره تتماشى في أغلب الأحيان مع آراء القاضي فرانك مورفي. توفي روتليدج في عام 1949، بعد أن أصيب بجلطة دماغية حادة، بعد ست سنوات من الخدمة في المحكمة العليا. عين الرئيس هاري ترومان، شيرمان مينتون المحافظ ليحل محله. على الرغم من أن روتليدج وجد نفسه في حالة معارضة في كثير من الأحيان خلال حياته، إلا أن العديد من آرائه حظيت بقبول أكبر خلال عصر محكمة وارن.

## النشأة والتعليم
وُلد ويلي بلونت روتليدج الابن خارج كلوفربورت، كنتاكي، في 20 يوليو 1894، لماري لو (كنبتها قبل الزواج ويجينتون) وويلي بلونت روتليدج الأب، وهو من مواليد ولاية تينيسي الغربية، وكان رجل دين أصولي معمداني يعتقد بحزم في العصمة الحرفية للكتاب المقدس. ارتاد مدرسة في لويزفيل، كنتاكي، ثم انتقل مع زوجته لرعاية كنيسة في كلوفيربورت. بعد ولادة ويلي الابن، أصيبت والدته بالسل؛ غادرت العائلة كنتاكي بحثًا عن مناخ أكثر صحة. انتقلوا أولًا إلى تكساس ولويزيانا ثم إلى أشفيل بولاية نورث كارولينا، حيث تولى راتليدج الأب منصبًا في الكنيسة. بعد وفاة زوجته في عام 1903، نقل ويلي الأب عائلته في تينيسي وكنتاكي، حيث شغل منصب قس مؤقت قبل أن يقبل في النهاية منصبًا دائمًا في ماريفيل بولاية تينيسي.
في عام 1910، التحق ويلي الابن البالغ من العمر ستة عشر عامًا بكلية ماريفيل. درس اللاتينية واليونانية، وحافظ بنجاح على درجات عالية طوال الوقت. كانت أنابيل بيرسون إحدى مدرسي اليونانية، وتزوجها لاحقًا. في ماريفيل، شارك روتليدج بقوة في النقاش. جادل في دعم وودرو ويلسون وضد تقدمية ثيودور روزفلت. كما لعب كرة القدم، وطور سمعته باعتباره صاحب نكات قاسية، وبدأ علاقة رومانسية مع بيرسون، التي كانت تكبره بخمس سنوات. لأسباب غير واضحة تمامًا، غادر روتليدج -الذي خطط لدراسة القانون بعد تخرجه وكانت أدنى درجاته في العلوم- ماريفيل، والتحق بجامعة ويسكونسن ماديسون، وقرر دراسة الكيمياء. كان وحيدًا ويكافح في واجباته الصفية، وقد واجه روتليدج وقتًا عصيبًا في ولاية ويسكونسن، ووصفها لاحقًا بأنها إحدى أصعب فترات حياته وأكثرها إيلامًا. تخرج عام 1914 بدرجة البكالوريوس.
بعد أن أدرك أن مواهبه لا تكمن في الكيمياء، استأنف روتليدج خطته الأصلية لدراسة القانون. نظرًا لأنه لم يكن قادرًا على تحمل تكاليف كلية الحقوق بجامعة ويسكونسن، انتقل إلى بلومنجتون، إنديانا، حيث درَّس في المدرسة الثانوية والتحق بدوام جزئي في كلية الحقوق بجامعة إنديانا. وضعت صعوبة العمل والدراسة في وقت واحد ضغطًا خطيرًا على صحته، وبحلول عام 1915 كان قد أصيب بمرض السل الذي هدد حياته. نقل روتليدج المريض نفسه إلى مصحة وبدأ بالتعافي تدريجيًا من مرضه؛ بينما هناك تزوج بيرسون. بعد أن تعافى، انتقل مع زوجته إلى ألبوكيركي، نيو مكسيكو، حيث تولى منصبًا يدرّس فصول الأعمال في المدرسة الثانوية. في عام 1920، التحق روتليدج بكلية الحقوق بجامعة كولورادو في بولدر. واصل التدريس في المدرسة الثانوية حيث تابع دراسة القانون مرة أخرى. كان أحد أساتذته هربرت س. هادلي، الحاكم السابق لميزوري. صرح روتليدج لاحقًا أنه مدين للحاكم هادلي بالمهنية أكثر من أي شخص آخر؛ أثر دعم هادلي لنظرية روسكو باوند التقدمية للفقه الاجتماعي على نظرة روتليدج للقانون. تخرج روتليدج بدرجة البكالوريوس في القانون عام 1922.